# Brummen vasútállomás
Brummen vasútállomás vasútállomás Hollandiában, Brummen községben, Brummen településen.

## Vasútvonalak
Az állomást az alábbi vasútvonalak érintik:
- Arnhem–Leeuwarden-vasútvonal

## Kapcsolódó állomások
A vasútállomáshoz az alábbi állomások vannak a legközelebb:
- Zutphen vasútállomás
- Dieren vasútállomás